# Pyropiloides
Pyropiloides es un género de foraminífero bentónico de la subfamilia Stichocibicidinae, de la familia Cibicididae, de la superfamilia Planorbulinoidea, del suborden Rotaliina y del orden Rotaliida. Su especie tipo es Pyropiloides elongatus. Su rango cronoestratigráfico abarca el Holoceno.

## Clasificación
Pyropiloides incluye a la siguiente especie:
- Pyropiloides elongatus